# 青甘韭
青甘韭（学名：Allium przewalskianum）是葱科葱属的植物。分布在印度、尼泊尔以及中国大陆的宁夏、甘肃、青海、云南、陕西、新疆、四川、西藏等地，生长于海拔2,000米至4,800米的地区，一般生于灌丛下、石缝、干旱山坡或草坡，目前已由人工引种栽培。

## 别名
青甘野韭

## 异名
- Allium stoliczkii Rgl.